# Juncus acuminatus
Juncus acuminatus är en tågväxtart som beskrevs av André Michaux. Juncus acuminatus ingår i släktet tåg, och familjen tågväxter. Inga underarter finns listade i Catalogue of Life.

## Bildgalleri

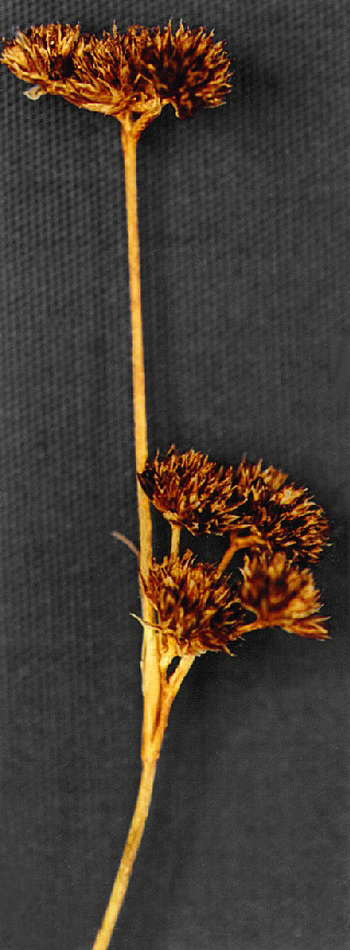
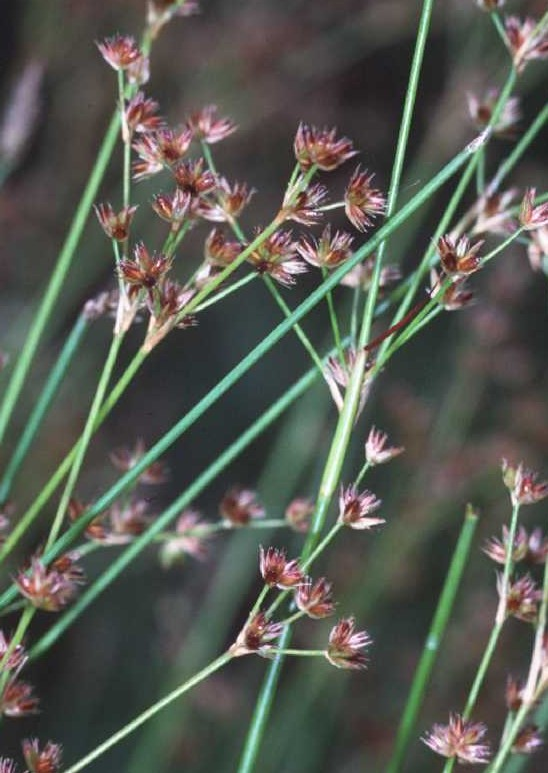